# 城戸インターチェンジ
城戸インターチェンジ（きどインターチェンジ）は、佐賀県三養基郡基山町大字小倉にある鳥栖筑紫野道路のインターチェンジである。
鳥栖筑紫野道路は全線を通じてICの出入口に料金所を設けていなかった。このため、この城戸ICから福岡県筑紫野市にある原田ICまでの区間に本線料金所が設置されており、この区間が実質、鳥栖筑紫野道路の有料対象区間となっていた。

## 案内板
- 城戸出口

## 道路
- 鳥栖筑紫野道路

## 周辺
- けやき台
- けやき台駅
- 東明館中学校・高等学校
- 基山ドライビングスクール
- 基山パーキングエリア - 九州自動車道

## 隣
鳥栖筑紫野道路
宮浦IC - 城戸IC - 本線料金所跡 - 国道3号出入口（鳥栖方面に対しての出入口のみ） - 原田IC